# Michael Eyssimont
Michael « Mikey » Eyssimont (né le 9 septembre 1996 à Littleton, État du Colorado) est un joueur professionnel américain de hockey sur glace. Il évolue au poste d'attaquant.

## Biographie

### Carrière en club
En 2012-2013, il joue ses premiers matchs en junior avec le Force de Fargo dans l'USHL. Il remporte la Coupe Clark 2015 avec le Stampede de Sioux Falls. Il est choisi au 5e tour, en 142e position par les Kings de Los Angeles lors du repêchage d'entrée dans la LNH 2016. De 2015 à 2018, il poursuit un cursus universitaire à l'Université d'État de Saint Cloud. Il évolue trois saisons avec les Huskies dans le championnat NCAA. En 2018, il passe professionnel avec le Reign d'Ontario, club-école des Kings dans la Ligue américaine de hockey. 
Le 28 juillet 2021, il signe un contrat avec les Jets de Winnipeg. Le 11 avril 2022, il joue son premier match dans la Ligue nationale de hockey avec les Jets face aux Canadiens de Montréal. Le 21 novembre 2022, il marque son premier but dans la LNH face aux Hurricanes de la Caroline. Le 6 janvier 2023, il est réclamé au ballotage par les Sharks de San José. Le 1er mars 2023, il est échangé au Lightning de Tampa Bay en retour de Vladislav Namestnikov. Il passe ensuite aux mains du Kraken de Seattle le 5 mars 2025 dans un échange majeur impliquant trois équipes, quatre joueurs et cinq choix de repêchage.

### Carrière internationale
Il représente les États-Unis au niveau international.

## Statistiques

### En club
| Saison     | Équipe                  | Ligue      |                   | Saison régulière  | Saison régulière  | Saison régulière  | Saison régulière  | Saison régulière |   | Séries éliminatoires | Séries éliminatoires | Séries éliminatoires | Séries éliminatoires | Séries éliminatoires |
| Saison     | Équipe                  | Ligue      | PJ                | B                 | A                 | Pts               | Pun               | PJ               | B | A                    | Pts                  | Pun                  |                      |                      |
| 2012-2013  | Force de Fargo          | USHL       | 4                 | 0                 | 0                 | 0                 | 0                 | -                | - | -                    | -                    | -                    |                      |                      |
| 2013-2014  | Force de Fargo          | USHL       | 58                | 14                | 16                | 30                | 64                | -                | - | -                    | -                    | -                    |                      |                      |
| 2014-2015  | Force de Fargo          | USHL       | 46                | 17                | 19                | 36                | 46                | -                | - | -                    | -                    | -                    |                      |                      |
| 2014-2015  | Stampede de Sioux Falls | USHL       | 14                | 5                 | 8                 | 13                | 16                | 12               | 7 | 9                    | 16                   | 20                   |                      |                      |
| 2015-2016  | Huskies de Saint Cloud  | NCHC       | 40                | 14                | 19                | 33                | 20                | -                | - | -                    | -                    | -                    |                      |                      |
| 2016-2017  | Huskies de Saint Cloud  | NCHC       | 36                | 14                | 16                | 30                | 20                | -                | - | -                    | -                    | -                    |                      |                      |
| 2017-2018  | Huskies de Saint Cloud  | NCHC       | 39                | 17                | 22                | 39                | 30                | -                | - | -                    | -                    | -                    |                      |                      |
| 2017-2018  | Reign d'Ontario         | LAH        | 3                 | 0                 | 1                 | 1                 | 0                 | -                | - | -                    | -                    | -                    |                      |                      |
| 2018-2019  | Reign d'Ontario         | LAH        | 63                | 10                | 10                | 20                | 47                | -                | - | -                    | -                    | -                    |                      |                      |
| 2019-2020  | Reign d'Ontario         | LAH        | 56                | 12                | 16                | 28                | 70                | -                | - | -                    | -                    | -                    |                      |                      |
| 2020-2021  | Reign d'Ontario         | LAH        | 40                | 9                 | 8                 | 17                | 49                | 1                | 1 | 1                    | 2                    | 0                    |                      |                      |
| 2021-2022  | Moose du Manitoba       | LAH        | 58                | 18                | 24                | 42                | 90                | 5                | 1 | 0                    | 1                    | 4                    |                      |                      |
| 2021-2022  | Jets de Winnipeg        | LNH        | 1                 | 0                 | 0                 | 0                 | 0                 | -                | - | -                    | -                    | -                    |                      |                      |
| 2022-2023  | Moose du Manitoba       | LAH        | 9                 | 2                 | 7                 | 9                 | 27                | -                | - | -                    | -                    | -                    |                      |                      |
| 2022-2023  | Jets de Winnipeg        | LNH        | 19                | 1                 | 4                 | 5                 | 7                 | -                | - | -                    | -                    | -                    |                      |                      |
| 2022-2023  | Sharks de San José      | LNH        | 20                | 3                 | 5                 | 8                 | 34                | -                | - | -                    | -                    | -                    |                      |                      |
| 2022-2023  | Lightning de Tampa Bay  | LNH        | 15                | 1                 | 1                 | 2                 | 22                | 3                | 1 | 1                    | 2                    | 0                    |                      |                      |
| 2023-2024  | Lightning de Tampa Bay  | LNH        | 81                | 11                | 14                | 25                | 104               | 5                | 0 | 0                    | 0                    | 2                    |                      |                      |
| 2024-2025  | Lightning de Tampa Bay  | LNH        | 57                | 5                 | 5                 | 10                | 44                | -                | - | -                    | -                    | -                    |                      |                      |
| 2024-2025  | Kraken de Seattle       | LNH        | Saison en cours ? | Saison en cours ? | Saison en cours ? | Saison en cours ? | Saison en cours ? |                  |   |                      |                      |                      |                      |                      |
| Totaux LNH | Totaux LNH              | Totaux LNH | 136               | 16                | 24                | 40                | 167               | 8                | 1 | 1                    | 2                    | 2                    |                      |                      |

### En équipe nationale
| Année | Équipe     | Compétition          |   | PJ | B | A | Pts | Pun | +/-           |  | Résultat |
| 2023  | États-Unis | Championnat du monde | 9 | 1  | 2 | 3 | 29  | +3  | 4e place      |  |          |
| 2024  | États-Unis | Championnat du monde | 8 | 1  | 0 | 1 | 0   | -2  | 5e place      |  |          |
| 2025  | États-Unis | Championnat du monde | 9 | 1  | 2 | 3 | 4   | +3  | Médaille d'or |  |          |